# Puente románico de Caldas
El puente románico de Caldas es una construcción ubicada en Caldas de Montbuy (España) que salva el paso de la riera de Caldas. Cuenta con protección como bien cultural de interés local.[cita requerida]

## Historia
La documentación más antigua del puente data del año 1226. El puente puede inscribirse dentro del grupo de construcciones civiles realizadas durante el siglo XIII con modificaciones y reconstrucciones posteriores en los siglos (XVI, XVII y XIX) que aprovechan la situación y las estructuras del puente anterior, seguramente romano. De este último sólo quedan restos de las bases de los pilares.
Está situado al final de la calle Pont, cerca del antiguo portal del mismo nombre, una de las entradas importantes de la ciudad amurallada medieval. Su misión era la de salvar el fuerte desnivel de la riera de Caldas, dando continuidad al camino, que iba de Caldas a Sentmenat. En época medieval fue muy transitado, ya que el camino comunicaba Caldas con poblaciones tan importantes como Martorell, pasando por Sabadell y Egara.
El camino ha caído en desuso, pero el puente sigue comunicando los dos lados de la riera y permitiendo la expansión de la población por el otro lado, donde existe una zona residencial y la zona escolar y deportiva de Caldas.

## Descripción
El puente consta de dos arcos de medio punto de diferente ancho, apoyados en un pilar central y dos contrafuertes laterales que lo enlazan con los márgenes de la riera. El arco mayor, a mano izquierda mirando aguas arriba, es el que salva el paso del agua. El arco de la derecha es de dimensiones más reducidas y está situado en un rellano rocoso en una cota más elevada respecto al nivel del lecho de la riera. Sobre el pilar central, entre los dos arcos hay una abertura coronada con un pequeño arco de medio punto que, además de estilizar la construcción, sirve de aliviadero, reduciendo la resistencia del puente al paso del agua en caso de grandes caudales. En el contrafuerte izquierdo hay una jamba que pudo petenecer a una abertura de este tipo.
El trazado del puente es recto y se ensancha en los extremos donde confluye con los márgenes. La calzada es de doble pendiente, del tipo de «lomo de asno», con el punto más alto situado sobre el eje del mayor arco. Las dovelas de los ángulos exteriores de los arcos están hechas con sillares perfectamente careados por las dos caras vistas.
El intradós está hecho con piedras y dispuestas en pliego de libro. El pilar central tiene adosado por la parte de aguas arriba el tajamar con el que forma un solo cuerpo monolítico con sillares bien escuadrados y uniformes. En la bóveda del arco grande son todavía visibles los agujeros empleados para sostener la cimbra de madera utilizada durante la construcción. El aparato de los paramentos de las enjutas está realizado con piedras de pirca dispuestas en hiladas horizontales bastante regulares.
Para hacer el puente más ancho se colocó sobre este una estructura hecha de ladrillo. Unos arcos escarzanos se apoyan directamente sobre el puente antiguo y, encima de éste, se coloca la estructura más ancha que en la parte superior es recta y permite el tráfico rodado.